# Eduardo Osorio Pardo
Jorge Eduardo Osorio Pardo (Navidad, 10 de junio de 1919 - Santiago, 11 de octubre de 2003), más conocido como Eduardo Osorio Pardo, fue un obrero y político socialista chileno.

## Biografía
Hijo de Juan Hipólito Osorio Machuca y Mercedes Pardo Vargas. 
Hizo sus estudios en la Escuela Pública de San Antonio. Se desempeñó desde joven como obrero y luego empleado de Gianoli y Mustakis en San Antonio, donde llegó a ser Jefe de Exportaciones. Posteriormente trasladó a la capital, donde trabajó en la Caja de la Empresa de los Ferrocarriles del Estado y en la Municipalidad de Puente Alto. 
Contrajo matrimonio con Rosa Elena Contreras Ramírez (1965) y en segundas nupcias con Norma del Carmen Carvacho Espinoza (1972).

## Carrera política
Militante del Partido Socialista. Fue elegido regidor por San Antonio (1941-1944).
Elegido Diputado por Melipilla, San Bernardo y San Antonio (1953-1957), formando parte de la comisión permanente de Vías y Obras Públicas.
Fue elegido Diputado por San Felipe, Petorca y Los Andes (1961-1965), integrando la comisión permanente de Hacienda e Industrias.
Nuevamente Diputado por San Felipe (1965-1969), fue parte de la comisión permanente de Constitución, Legislación y Justicia.